# الحرب الطويلة
كانت الحرب التركية الطويلة أو حرب الثلاثة عشر عامًا حربًا برية غير حاسمة بين ملكية هابسبورغ والدولة العثمانية، وكان سببها الرئيسي الصراع على إمارات الأفلاق والأردل والبغدان. استمرت الحرب من عام 1593 إلى 1606، ولكن في أوروبا يطلق عليها أحيانًا حرب الخمسة عشر عامًا، إذ يحتسبونها من الحملة التركية 1591-1592 التي بسطت سيطرتها على بيخاتش. وانتهت بتوقيع معاهدة زيتفاتوروك.
في سلسلة الحروب العثمانية في أوروبا، كانت هذه الحرب اختبار القوَّة الرئيسي بين الحرب العثمانية -البندقية (حرب قبرص) (1570–1773) والحرب الكريتية (1645-1669). كانت الحرب التي تلت الحروب العثمانية الهابسبورغية الكبرى هي الحرب التركية العظمى في الفترة الممتدّة بين عامي 1683-1699. المجمل، كان الصراع ينطوي على عددٍ كبير من المعارك المُكلفة وفرض الحصار، ولكن دون تحقيق نتائج تُذكر لأيّ من الطرفين.

## لمحة عامّة
وكان المشاركون الرئيسيون في الحرب هم هابسبورج الملكية، وإمارة ترانسيلفانيا، وفالاشيا ومولدافيا في مواجهة الإمبراطورية العثمانية. كانت قد انخرطت أيضًا كل من فيرارا، وتوسكانا ومانتوا والدولة البابوية في الحرب أيضًا ولكن لدرجةٍ أقل.

## توطئة
اشتدّت المناوشات على طول الحدود الهابسبورغية العثمانية منذ عام 1591. في عام 1592، وقع حصن بيخاتش في يد العثمانيين. انظر حصار بيخاتش (1592).

## تاريخها

### 1593
في ربيع عام 1593، فرضت القوّات العثمانية انطلاقًا من إيالة البوسنة حصارًا على مدينة سيساك في كرواتيا، وبدأت معركة سيساك التي انتهت في نهاية المطاف بتحقيق القوّات المسيحية النصر بتاريخ 22 يونيو 1593. كان هذا الانتصار بمثابة النهاية لحرب المئة عام الكرواتية العثمانية (1493-1593).
بدأت الحرب في 29 يوليو 1593، عندما شنّ الجيش العثماني بقيادة سنان باشا حملة ضد مملكة هابسبورج واستولى على جيور (التركية: يانيكال) وكومارنو (التركية: كومارون) في عام 1594.

### 1594
في أوائل عام 1594، انتفض الصرب في بنات ضد العثمانيين. لقد رفع المتمردون، في طابع الحرب المقدّسة، رايات الحرب التي تحمل أيقونة القديس سابا. أطفى البطريرك جوفان كانتول القداسة لرايات الحرب، وساند هذه الانتفاضة المطرانان الأرثوذكسيان الصربيان روفيم نجيجيس من سيتيني وفيزاريون في تريبيني. رداً على ذلك، طالب الوزير الأعظم العثماني كوكا سنان باشا برفع العلم الأخضر للنبي محمد من دمشق لمواجهة العلم الصربي وأمر بإزالة التابوت الذي يضمّ رُفات القديس سابا من دير ميليسيفا ونقله إلى بلغراد عبرعلى ظهر قافلة عسكرية. على طول الطريق، قتلت القافلة العثمانية جميع الناس الذين صادفتهم في طريقها كتحذيرٍ للمتمرّدين. أقدم العثمانيون على حرق رُفات القديس سابا على الملأ في محرقة وقعت على هضبة فرازار في 27 أبريل ونثروا رماد رُفاته.

### 1595-1596
في عام 1595، نظّم البابا كليمنت الثامن تحالفًا للقوى المسيحية الأوروبية لمجابهة الإمبراطورية العثمانية (العصبة المقدّسة للبابا كليمنت الثامن)؛ وقّع الإمبراطور الروماني المقدّس، رودولف الثاني، وسيغسموند باثوري أمير ترانسيلفانيا معاهدة تحالف في براغ. انضمّ أمير مولدافيا آرون فود وأمير فالاشيا مايكل الشجاع إلى التحالف في وقتٍ لاحق من ذلك العام. أرسل هابسبورغ الإسباني جيشًا يضمّ 6 آلاف رجلٍ من المشاة ذوي الخبرة وألفي رجل من سلاح الفرسان من هولندا تحت قيادة كارل فون مانزفيلد، القائد الأعلى للجيش الإسباني للفلاندرز، الذي تولى قيادة العمليات في المجر.
كان هدف العثمانيين من الحرب هو الاستيلاء على فيينا، بينما أرادت مملكة هابسبورغ استعادة الأراضي الوسطى لمملكة المجر التي تسيطر عليها الإمبراطورية العثمانية. كانت السيطرة على خط الدانوب والاستيلاء على القلاع الموجودة هناك أمرًا بالغ الأهمية. تركّز خوض الحرب في المجر الملكية (يشمل معظمها في الوقت الحاضر غرب المجر وجنوب سلوفاكيا)، وترانسدانوبيا، وكرواتيا الملكية وسلافونيا، والإمبراطورية العثمانية (روميليا -بلغاريا وصربيا في الوقت الحاضر)، وفالاشيا (في جنوب رومانيا الحالية).